# Phạm Gia Khánh
Phạm Gia Khánh (sinh năm 1943) là một sĩ quan cấp cao trong Quân đội nhân dân Việt Nam, hàm Trung tướng, Giáo sư, Tiến sĩ, Nhà giáo Nhân dân, nguyên Giám đốc Học viện Quân y (1995-2007).

## Thân thế và sự nghiệp
Ông sinh năm 1943 tại Đông Ngạc, Bắc Từ Liêm, Hà Nội.
Năm 1960, ông tốt nghiệp phổ thông và thi đỗ vào Trường Đại học Y Hà Nội.
Năm 1966, ông tốt nghiệp Đại học Y Hà Nội. Ông được giữ lại làm giảng viên Bộ môn Ngoại, làm việc tại Bệnh viện Việt Đức - Hà Nội.
Tháng 4 năm 1975, ông nhập ngũ và nhận công tác tại Bệnh viện Quân y 68 Trị Thiên Huế.
Tháng 9 năm 1975, ông được điều động về làm bác sĩ tại Khoa Ngoại chung, Bệnh viện 103.
Năm 1981, ông được cử đi thực tập sinh tại CHDC Đức.
Năm 1983, ông về nước tiếp tục làm việc.
Năm 1989, ông sang Đức bảo vệ luận án Tiến sĩ.
Tháng 1 năm 1990, ông được bổ nhiệm làm Phó Chủ nhiệm Bộ môn kiêm Chủ nhiệm khoa Ngoại chung, Bệnh viện 103., Học viện Quân y
Tháng 3 năm 1990, ông được bổ nhiệm làm Phó Viện trưởng Bệnh viện 103 kiêm Chủ nhiệm Bộ môn Ngoại chung, Học viện Quân y
Năm 1994, ông được bổ nhiệm làm Phó Giám đốc Học viện Quân y kiêm Chủ nhiệm Bộ môn Ngoại chung
Tháng 6 năm 1995, ông được bổ nhiệm làm Giám đốc Học viện Quân y
Tháng 2 năm 2009, ông nghỉ hưu.
Năm 2009, ông được cử làm Chủ tịch Hội đồng Chức danh Giáo sư ngành Y, ủy viên Hội đồng Chức danh Giáo sư Nhà nước. 
Thiếu tướng, Trung tướng (2006), Tiến sĩ (1989).

## Khen thưởng
Giải thưởng Hồ Chí Minh về Khoa học và Công nghệ (2006)
Huân chương Chiến công hạng Nhất
Huy chương Vì sự nghiệp Giáo dục
Huy chương Vì sự nghiệp Khoa học và Công nghệ

## Các nghiên cứu
Nghiên cứu áp dụng kỹ thuật tiến bộ Công nghệ Phôi (Dự án cấp Bộ, đã nghiệm thu năm 2001)
Nghiên cứu ứng dụng kỹ thuật tiên tiến phục vụ ghép tạng ở Việt Nam (Đề tài độc lập cấp Nhà nước, đã nghiệm thu 2001)
Nghiên cứu một số vấn đề ghép gan để thực hiện ghép gan trên người (Chương trình KHCN cấp Nhà nước KC10/01-05, đã nghiệm thu 2005)
Ông đang làm Chủ nhiệm Chương trình KHCN cấp Nhà nước “Nghiên cứu ứng dụng và phát triển kỹ thuật tiên tiến phục vụ bảo vệ và chăm sóc sức khỏe cộng đồng” (Mã số: KC 10/11-15) sẽ được nghiệm thu vào năm 2015.

## Gia đình
- Em trai: Phạm Gia Khiêm, Phó Thủ tướng Chính phủ.